# ジェンク・アキョル
ジェンク・アキョル（Cenk Akyol、1987年4月16日 - ）は、トルコのプロバスケットボール選手。トルコ男子プロバスケットボールリーグ1部TBLの強豪エフェス・ピルゼン所属。イスタンブール県イスタンブールカドゥキョイ出身。ポジションはポイントガード、シューティングガード。200cm、91kg。